# Atanagildo
Atanagildo (en latín: At[h]anagildus; en gótico: Aþanagilds; ¿?-Toledo, 567) fue rey de los visigodos, primero como rebelde (551–554) en guerra contra Agila I y luego como único rey (555–567). Desde su corte de Toledo intentó devolver a los godos tiempos de paz y esplendor, empezando por expulsar a los otrora aliados bizantinos.

## Biografía

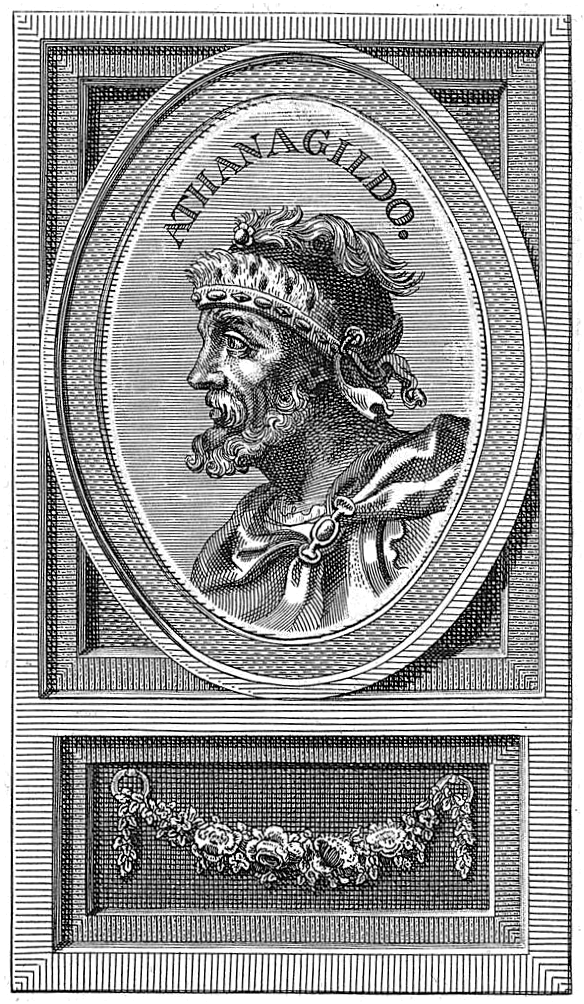
Arnold van Westerhout (1651–1725), in Effigies et series regum Hispaniae, Roma, 1624

Vencedor en la guerra civil frente a Agila I, quien vio cómo sus partidarios acababan con su vida para unirse a Atanagildo. Atanagildo ascendió al trono en 555. La guerra civil desangró el país y originó una crisis económica.
Su reinado fue bastante pacífico, consiguiendo la alianza con la facción del vencido Agila, y juntos buscaron solución a la crisis económica que en el año 566 conducía inexorablemente a la desaparición de la nación visigoda. Existe evidencia numismática de que, al final de su vida, el reino se encontraba en una crisis financiera.
Su tolerancia religiosa supuso el desconcierto de la aristocracia arriana visigoda, lo cual hace suponer su conversión secreta al catolicismo en sus últimos años de su vida, falleciendo en su palacio de Toledo por muerte natural, situación novedosa.

## Invasión bizantina

Regnum Visigothorum hacia 560.

La política expansionista del emperador Justiniano, conocida como Renovatio Imperii Romanorum, buscaba la reunificación de los territorios que antaño formaron parte del viejo Imperio Romano. Entre los años 533 y 563 consigue el control del Mediterráneo occidental. En el verano del año 552, coincidiendo con las disputas con Agila, se produce el primer desembarco bizantino, ocupando algunas ciudades de las provincias Cartaginense y Bética.
Justiniano en el año 535 encargó a Belisario atacar a los ostrogodos. Este invadió Sicilia y desembarcó en Italia, donde tomó Nápoles y luego Roma en 536. Después marchó hacia el norte y conquistó Mediolanum (Milán) y Rávena, la capital de los ostrogodos, en 540. Esta circunstancia permite liberar tropas para enviarlas hacia Hispania y así dominar buena parte de la costa mediterránea. La excusa pudo ser bien una negativa de Atanagildo a la cesión de Orospeda o la alianza  con Agila I.  Bizancio se apoderó de Cartago Nova. 
Una flota de cierta importancia, organizada por Justiniano, amenazó al reino visigodo, desembarcando también en Málaga. Ambas fuerzas penetraron, desde distintos puntos, hacia el interior, tomando posiciones cerca de Baza y aliándose con Córdoba, que se mostraba rebelde al rey visigodo. 
Entre 566 y 567, Atanagildo trata de controlar las zonas insurrectas de Sevilla, que es conquistada, y de Córdoba, ciudad que no llegó a tomar. 

### Provincia de Spaniae

La ocupación bizantina y la provincia de Spania.

Atanagildo y Justiniano firmaron un tratado de paz por el que el rey visigodo reconoce a Bizancio la conquista de una franja de territorio que comprendía desde la desembocadura del río Guadalete hasta Denia, dejando para los visigodos Sevilla y alrededores y el interior. 
La presencia bizantina en la Península cristalizó así en una provincia imperial Spaniae con capital en Carthago Spartaria, la actual Cartagena, bajo el mando de un magister militum Hispaniae.

## Conversión del reino suevo
Durante su reinado se mantienen las tensiones con los suevos, pueblo que se convierte entonces de forma masiva al catolicismo. Según el testimonio de Gregorio de Tours, gracias a la intercesión de San Martín de Tours, un hijo del rey Karriarico se habría curado de una grave enfermedad, tras lo cual se trajeron unas reliquias del santo al reino suevo. San Isidoro cita como primer rey católico a Teodomiro, contemporáneo de Atanagildo.

## Relaciones con los francos

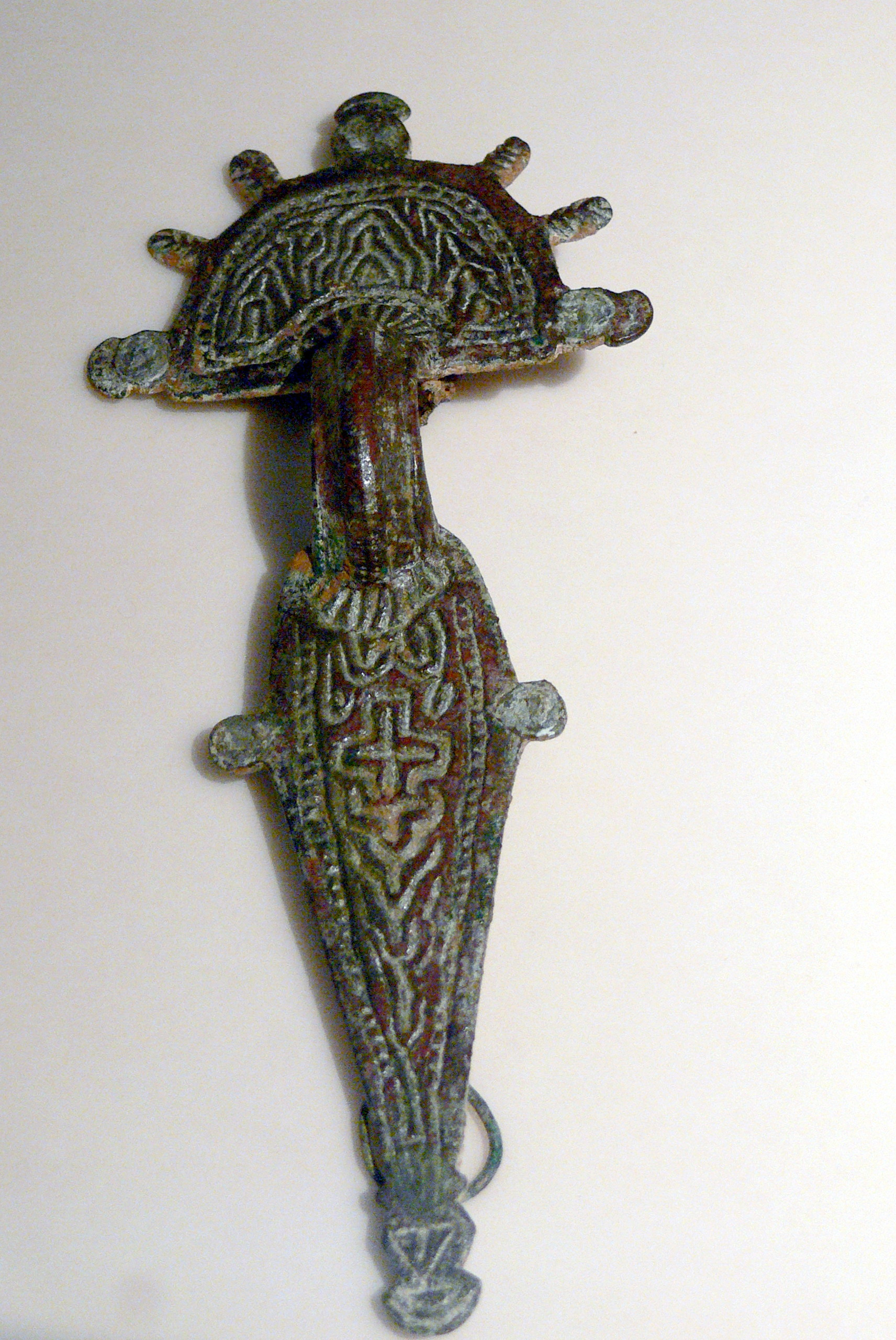
Fíbula de Castiltierra,, Germanisches Nationalmuseum (Núremberg, Alemania)

Por su parte, Atanagildo cultivó buenas relaciones con los francos, fundamentalmente por ser la vía libre de comercio y seguridad que tenía garantizada. A dos reyes francos, Chilperico I de Neustria y Sigeberto I de Austrasia, dio en matrimonio a sus dos hijas, Galswinta y la influyente Brunequilda (Brunilda Franca), respectivamente; siendo asesinada la primera, lo que originó una serie de luchas. Las dos princesas eran fruto de su matrimonio con la dama goda Goswinta, quien, tras enviudar, casaría con el futuro rey Leovigildo.

## El Reino de Toledo
En el año 567 trasladó su corte de Barcelona a Toledo, que pasó a ser la definitiva capital del reino visigodo. Las razones del cambio fueron varias, destacando la posición geográfica más cercana de cualquier punto de conflicto, la importancia creciente de la ciudad desde tiempos de Teudis y fundamentalmente la mayor protección ante la invasión bizantina.

## Debate sucesorio
Durante cinco meses, varios candidatos se postularon para la sucesión al trono vacante, siendo desestimados uno tras otro por la asamblea de nobles. Cuando era inevitable la guerra civil, apareció desde la Septimania un noble llamado Liuva con propuestas conciliadoras, siendo aceptado como mal menor.

## Descendencia
Se casó con Flavia Juliana, hija de Pedro Augusto, hermano del emperador bizantino Mauricio; con ella tuvo un hijo llamado Ardabasto, que se casará con la hija del rey Chindasvinto, Flavia Glasiunta, teniendo como hijo al también rey Ervigio.